# ポーシャ・ペレス
ポーシャ・ペレス（Portia Perez、1987年10月25日 - ）は、カナダの女子プロレスラー。オンタリオ州ブロックビル出身。ニコル・マヒューズと「カナディアン・ニンジャズ」を結成し、SHIMMERタッグ王座を獲得している。

## 経歴
2004年夏にデビュー。2005年にクリーブランドオールプロレスリングでアメリカデビュー。
2006年にはヨーロッパやメキシコのAAAなどを転戦し、SHIMMERにも初参戦を果たした。
2007年、6月のSHIMMERでのミスシェフ戦で負傷するも、7月にはROHで復帰。10月のSHIMMERでニコル・マヒューズとのタッグ「カナディアン・ニンジャズ」を結成。
2008年12月15日、TNAのダーク・マッチに出場するが、アンジェリーナ・ラブに敗れる。
2009年5月3日、カナディアン・ニンジャズでSHIMMERタッグ王座奪取。
2011年3月26日、松本浩代&大畠美咲組に敗れ王座陥落。 
9月23日、カナディアン・ニンジャズとしてREINAに初来日を果たし、REINA世界タッグ王座決定トーナメントにエントリーし、1回戦でミア・イム&サラ・デル・レイ組に勝利するが、翌日の決勝でラ・コマンダンテ&セウシス組に敗れる。
2013年1月14日、単独でスターダムに来日し、中川ともか&ケリー・スケーターとの「SHIMMER軍」としてアーティスト・オブ・スターダム王座決定トーナメントにエントリーし、1回戦で「PLANET」（紫雷イオ&岩谷麻優&翔月なつみ）を退ける。しかし、決勝戦で「川崎葛飾最強伝説」（夏樹☆たいよう&安川惡斗&鹿島沙希）に敗れる。1月19日、シングルマッチで翔月に勝利。最後はケリーと組み、松本浩代&愛川ゆず季組と対戦も敗れる。

## 得意技
- Just Facelock[2]
- Kosher Pickle[2]
- School's Out[2]
- Superkick[2]

## 獲得タイトル
ACW
- ACWヘビー級王座
- ACWアメリカン女子王座

GCW
- GCW W.I.L.D.王座

MEW
- MEW女子王座

SHIMMER
- SHIMMERタッグ王座 – w/ ニコル・マヒューズ

SCW
- SCWタッグチーム王座 - w/ Jason Axe